# Steve Winwood
Stephen Lawrence "Steve" Winwood (Handsworth, Birmingham, 12. svibnja 1948.) engleski je pjevač i multiinstrumentalist. Prije odlaska u solističke vode bio je član sljedećih grupa: The Spencer Davis Group, Traffic, Blind Faith i Go.

## Glazbena karijera
S osam godina Steve je svirao s bratom i ocem u dixieland jazz orkestru, i to gitaru, glasovir i bubnjeve. S 15 godina postao je član The Spencer Davis Groupa. Tako da je išao u srednju školu i istovremeno bio prateći glazbenik onodobnim američkim blues veličinama na njihovim turnejama po Britaniji, a to su bili Muddy Waters, John Lee Hooker, T-Bone Walker, Howlin Wolf, B. B. King, Sonny Boy Williamson II, Eddie Boyd, Otis Spann, Chuck Berry, Bo Diddley i mnogi drugi manje poznati. U to vrijeme američki izvođači dolazili su na turneje u Britaniju sami i ondje pronalazili prateće glazbenike kako bi potrošili manje novca. 
U The Spencer Davis Groupu s bratom Muffom Winwoodom koautor je uspješnica Gimme Some Loving i I'm a Man.
Nakon izlaska iz The Spencer Davis Groupa Steve je osnovao sastav "Traffic" s Chrisom Woodom, Jimom Capaldijem i Daveom Masonom. Tada je počela njegova suradnja s gitaristom Ericom Claptonom, kad se pridružio njegovoj supergrupi "Eric Clapton Powerhouse". 
Winwood se pojavljivao na mnogim session svirkama, a u ulozi studijskog glazbenika odsvirao je orgulje na ploči Joea Cockera With a Little Help from My Friends iz 1969. godine.

### Rad u sastavima Blind Faith i Traffic
1969. osnovao je sastav "Blind Faith", s Ericom Claptonom, Gingerom Bakerom i Ricom Grechom. Ovaj sastav kratko je trajao jer ih je Eric Clapton napustio.
Po odlasku Erica Claptona, Ginger Baker, Winwood i Grech ostali su zajedno i osnovali sastav po imenu "Ginger Baker's Air Force". U sastav je ušao Denny Laine, na mjesto Erica Claptona. Ni ovaj projekt nije dugo trajao, pa se Steve Winwood vratio radu sa svojim "Trafficima".

### Solistička karijera od 1977. do danas
Velike umjetničke razlike i stalne izmjene u sastavu dovele su do toga da se sastav  "Traffic" raspao, tako da je 1977. Winwood objavio svoj prvi samostalni album. Godine 1980. slijedio je Arc of a Diver, a dvije godine kasnije Talking Back to the Night (Oba albuma Winwood je snimio u vlastitom domu u Gloucestershireu i sva je glazbala svirao on sam). 
Nakon toga objavljen je album Back in the High Life (1986.), koji je u Americi bio prilično uspješan. Do danas nastavlja snimati albume i održavati koncerte. 

## Diskografija

### Albumi
Sa sastavom Traffic
- Mr. Fantasy (1967.) #88 S.A.D., #8 UK
- Traffic (1968.) #17 S.A.D., #9 UK
- Last Exit (1969.) #19 S.A.D.
- John Barleycorn Must Die (1970.) #5 S.A.D.: Zlatni, #11 UK
- Welcome to the Canteen (1971.) #26 S.A.D.
- The Low Spark of High Heeled Boys (1971.) #7 S.A.D.: Platinasti
- Shoot Out at the Fantasy Factory (1973.) #6 S.A.D.: Zlatni
- On the Road (1973.) #29 S.A.D.
- When the Eagle Flies (1974.) #9 S.A.D.: Zlatni, #31 UK
- Far from Home (1994.) #33 S.A.D.
- The Last Great Traffic Jam (2005.)

Sa sastavom Blind Faith
- Blind Faith (1969.) #1 S.A.D.: Platinasti, #1 UK

Sa sastavom Go
- Go  (1976.) UK i S.A.D. Island ILPS 9387 #60 S.A.D.
- Go Live from Paris (1976.)

Solo albumi
- Steve Winwood (1977.) #22 S.A.D., #12 UK
- Arc of a Diver (1980.) #3 S.A.D.: Platinasti, #13 UK
- Talking Back to the Night (1982.) #28 S.A.D.: Platinasti, #6 UK
- Back in the High Life (1986.) #7 S.A.D.: 3x Platinasti, #8 UK
- Roll with It (1988.) #1 S.A.D.: 2x Platinasti, #4 UK
- Refugees of the Heart (1990.) #27 S.A.D.: Zlatni, #26 UK
- Junction Seven (1997.) #123 S.A.D.
- About Time (2003.) #126 S.A.D.
- Nine Lives (2008.) #12 S.A.D., #31 UK

### Singl ploče
| Godina | Naslov                                           | Pozicija na top ljestvicama | Pozicija na top ljestvicama |
| Godina | Naslov                                           | Američka top lista          | Britanska top lista         |
| 1966.  | "Keep On Running" (sa Spencer Davis Group)       | #76                         | #1                          |
| 1966.  | "Somebody Help Me" (sa Spencer Davis Group)      | #47                         | #1                          |
| 1966.  | "When I Come Home" (sa Spencer Davis Group)      | -                           | #12                         |
| 1966.  | "Gimme Some Lovin'" (sa Spencer Davis Group)     | #7                          | #2                          |
| 1967.  | "I'm a Man" (s The Spencer Davis Group)          | #10                         | #9                          |
| 1967.  | "Paper Sun" (s Traffic)                          | #94                         | #5                          |
| 1967.  | "Hole in My Shoe" (s Traffic)                    | -                           | #2                          |
| 1967.  | "Here We Go Round the Mulberry Bush" (s Traffic) | -                           | #8                          |
| 1967.  | "Dear Mr. Fantasy" (s Traffic)                   | -                           | -                           |
| 1968.  | "No Face, No Name, No Number" (s Traffic)        | -                           | #40                         |
| 1968.  | "Medicated Goo" (s Traffic)                      | -                           | -                           |
| 1970.  | "Empty Pages" (s Traffic)                        | #74                         | -                           |
| 1971.  | "Gimme Some Lovin' (Prvi dio, Live)" (s Traffic) | #68                         | -                           |
| 1971.  | "Rock & Roll Stew (Prvi dio)" (s Traffic)        | #93                         | -                           |
| 1977.  | "Hold On"                                        | -                           | -                           |
| 1977.  | "Time Is Running Out"/"Penultimate Zone"         | -                           | -                           |
| 1981.  | #48                                              | -                           |                             |
| 1981.  | "While You See a Chance"                         | #7                          | #45                         |
| 1982.  | "Still in the Game"                              | #47                         | -                           |
| 1982.  | "Valerie"                                        | #70                         | #51                         |
| 1982.  | "Talking Back to the Night"                      | -                           | -                           |
| 1982.  | "Your Silence is Your Song"                      | -                           | -                           |
| 1986.  | "Higher Love"                                    | #1                          | #13                         |
| 1986.  | "Freedom Overspill"                              | #20                         | #69                         |
| 1986.  | "Split Decision"                                 | -                           | -                           |
| 1986.  | "Take It as It Comes"                            | -                           | -                           |
| 1986.  | "Back in the High Life Again"                    | #13                         | #53                         |
| 1987.  | "The Finer Things"                               | #8                          | -                           |
| 1987.  | "Valerie" (re-mix)                               | #9                          | #19                         |
| 1988.  | "Talking Back to the Night"                      | #57                         | -                           |
| 1988.  | "Roll with It (skladba Steve Winwooda)"          | #1                          | #53                         |
| 1988.  | "Put on Your Dancing Shoes"                      | -                           | -                           |
| 1988.  | "Don't You Know What the Night Can Do?"          | #6                          | #89                         |
| 1988.  | "Holding on"                                     | #11                         | -                           |
| 1989.  | "Hearts on Fire"                                 | #53                         | -                           |
| 1990.  | "One and Only Man"                               | #18                         | #87                         |
| 1991.  | "Another Deal Goes Down"                         | -                           | -                           |
| 1994.  | "Here Comes a Man" (s Traffic)                   | -                           | -                           |
| 2003.  | "Different Light"                                | -                           | -                           |
| 2008.  | "Dirty City" (s Eric Claptonom)                  | -                           | -                           |

## Vanjske poveznice
- Službene stranice
- Popis albuma na kojima je Winwood gostovao ili koje je producirao
- Portal njemačkih fanova  Arhivirana inačica izvorne stranice od 8. kolovoza 2011. (Wayback Machine)